# Krzysztof Kaniecki
Krzysztof Kaniecki (ur. 23 czerwca 1965) – polski lekkoatleta, skoczek w dal, halowy mistrz Polski, reprezentant Polski.

## Kariera sportowa
Był zawodnikiem Startu Łódź i Śląska Wrocław.
W 1988 został halowym mistrzem Polski seniorów w skoku w dal. Na mistrzostwach Polski seniorów na otwartym stadionie został w tej samej konkurencji wicemistrzem w 1990. 
Reprezentował Polskę na halowych mistrzostwach Europy w 1988, zajmując w skoku w dal 14. miejsce, z wynikiem 7,41. 
Rekord życiowy w skoku w dal: 7,96 (25.06.1988), w biegu na 100 m: 10,65 (8.06.1985).